# Востоккино
Всесою́зный госуда́рственный кинотре́ст «Восто́чное кино́» («Востоккино») — советская компания, созданная для поддержания киноотрасли в национальных республиках и областях РСФСР, а также в регионах Кавказа и Средней Азии.
Работала в период с 1928 по 1933 год, далее и до 1935 года — как трест «Востокфильм».

### История
О необходимости создания единой структуры фильмопроизводства, проката и кинофикации в национальных регионах СССР говорилось ещё в 1926 году:
…отдельные республиканские предприятия всегда рискуют впасть в некоторый провинциализм и удариться в исключительное обслуживание узких местных интересов, тогда как перед восточным кино СССР лежит задача просвещения всего необъятного Востока, как внутрисоюзного, так и зарубежного.А. В. Луначарский, из письма Председателю Совнаркома Узбекистана, апрель 1926
Устав Акционерного общества «Востоккино» был утверждён экономическим совещанием при СНК РСФСР (ЭКОСО РСФСР) в марте 1926 года (по другим сведениям — в ноябре 1927 года). Первое организационное собрание учредителей состоялось 24 ноября 1927 года, а 26 марта 1928 года решением собрания акционеров было образовано Акционерное общество «Востоккино». Учредителями кинокомпании стали государственные органы 14 автономных республик и областей РСФСР, а также ряд центральных организаций (Наркомпрос, «Совкино», «Центриздат» и другие). В задачи «Востоккино» входила помощь национальным республикам и областям в развитии киносети и проката, а также производство художественных картин и культурфильмов на материале истории и современности малых народов РСФСР.
С первых шагов киностудия под руководством Б. А. Котиева развернула активную деятельность по производству «национальных» картин: В. И. Инкижинов снял фильм «Комета» по мотивам пьесы татарского драматурга А. Т. Рахманкулова, Д. Н. Бассалыго осуществил постановку фильма «Биюк-Гюнеш» о советском строительстве в Крыму, а А. И. Бек-Назаров снял два фильма о гольдах (нанайцах), живших традиционными стойбищам по реке Амур и её притокам (документальный — «Страна гольдов» и художественный — «Игденбу»). К работе в «Востоккино» привлекались лучшие мастера экрана того времени В. Р. Гардин, Е. А. Иванов-Барков, А. Е. Разумный,  В. А. Ерофеев, Ю. Я. Райзман, М. С. Донской, а также писатели и сценаристы В. Б. Шкловский, И. Э. Бабель, В. В. Иванов, К. Г. Паустовский и другие.
Осуществлялись как самостоятельные, так и совместные постановки картин с другими кинофабриками. Ввиду отсутствия собственной кинобазы, создание первых картин проходило на натурных съёмках, съёмки в павильоне осуществлялись на основании договоренностей «Востоккино» с фабрикой «Белгоскино» в Ленинграде. В 1930 году в состав «Востоккино» вошла Ялтинская кинофабрика, в 1931 году — «Чувашкино», была создана Московская кинофабрика. В 1929—1930 годах «Востоккино» открыло свои отделения в Казахской, Крымской, Татарской и Дагестанской АССР.  В 1930 году при «Востоккино» были организованы сценарные курсы. По аддитивному двухцветному методу «Спектроколор» в 1931 году был снят первый советский цветной документальный фильм «Праздник труда» (режиссёр — Н. Д. Анощенко), премьера которого состоялась на открытии кинотеатра «Востоккино» в Москве .
При этом АО «Востоккино» испытывало постоянное давление сперва от руководства «Совкино», а к 1930 году и от ВСНХ СССР в связи с планами создать монополию — Всесоюзное кинообъединение «Союзкино». По проекту, предусматривавшего полное упразднение национальных киноорганизаций Председатель совета «Востоккино» Т. Р. Рыскулов обращался с критикой к Председателю ВСНХ СССР В. В. Куйбышеву, а также И. В. Сталину:
…специальных фабрик для обслуживания национальных республик и областей РСФСР не будет. Наркомпросы этих республик, безусловно, будут устранены от всякого участия в киноделе. Считать обеспеченными интересы национальных республик участием их лишь в совете при всесоюзном кинообъединении, совершенно не приходится.Т. Р. Рыскулов, из письма Председателю ВСНХ СССР В. В. Куйбышеву март 1930
В результате в апреле 1930 года «Востоккино» вошло в Государственное всесоюзное кинофотообъединение «Союзкино» на правах треста РСФСР, уже без охвата Закавказья и Средней Азии.
В связи с реорганизацией кинопроизводства и ликвидацией кинофотообъединения «Союзкино» в 1933 году был создан Государственный трест по производству национальных художественных кинокартин «Востокфильм» при Совнаркоме РСФСР, вне подчинения Главному управлению кинофотопромышленности (ГУКФ) при СНК СССР. Управляющим трестом был назначен В. А. Атарбеков.
В июне 1935 года Комиссия партийного контроля при ЦК ВКП(б) в результате проверки треста «Востокфильм» выявила злоупотребления и растраты при постановке кинофильмов, а также срыв выполнения производственных планов. Управляющий трестом Атарбеков был снят с работы и исключён из рядов ВКП(б), дело было передано в прокуратуру. В августе 1935 года Политбюро ЦК ВКП(б) приняло решение ликвидировать трест «Востокфильм», а на его основе образовать восточный сектор ГУКФ при СНК СССР. Однако восточный сектор в ГУКФ так и не был создан.
Все производственные активы «Востокфильма» вместе со сценарным портфелем были инвентаризированы и переданы на балансы других киностудий.

## Избранная фильмография
- 1928 — Зелимхан
- 1928 — Мари Кужер
- 1928 — Четыреста миллионов / Путеводные огни (совм. с «Белгоскино»)
- 1928 — Ворота Кавказа (культурфильм, совм. с «Совкино»)
- 1929 — Князь Церен / Безродный / Мудрешкин сын (совм. с «Совкино»)
- 1929 — Комета
- 1929 — Марийцы (культурфильм)
- 1929 — Страна гольдов (документальный)
- 1929 — Турксиб (документальный)
- 1930 — Биюк-Гюнеш / Великое солнце
- 1930 — Голубой песец
- 1930 — Два ключа
- 1930 — Земля жаждет
- 1930 — Игденбу
- 1930 — Кто важнее — что нужнее (документально-анимационный)[36]
- 1930 — На границе Азии (культурфильм)[37][38]
- 1930 — Татарстан. Страна четырёх рек (документальный)[39]
- 1931 — Железная бригада
- 1931 — Праздник труда (документальный)
- 1931 — Три парада (документальный)
- 1932 — Рассказ об Умаре Хапцоко (короткометражный)
- 1932 — Человек с орденом
- 1932 — Тайна Кара-Тау
- 1933 — Беломорско-Балтийский водный путь / Б. Б. В. П. (документальный)[40]
- 1933 — Отчаянный батальон
- 1933 — Рождённый заново (совм. с «Союзкино»)
- 1933 — Солдатский сын
- 1934 — Песнь о счастьи / Тайна Кавырли
- 1934 — Счастье
- 1935 — Наместник Будды (на экраны не вышел)[41]
- 1935 — Пропавшее звено
- 1935 — Чёрная пасть

## Критика
За время существования «Востоккино» — «Востокфильм» было произведено свыше двадцати пяти полнометражных фильмов, как самостоятельно, так и совместно с другими киноорганизациями. По оценке советского киноведа Н. А. Лебедева, «в идейном и эстетическом отношении картины Востоккино, за исключением „Турксиба“ и фильма „Земля жаждет“, были невысокого качества». Фильмы «отражали жизнь, историю и быт народов, которым были посвящены, знакомили социалистические нации друг с другом, способствовали утверждению идей международной солидарности и дружбы между народами».

## Комментарии
1. ↑  С 1928 по 1930 год — как Акционерное общество «Востоккино».
2. ↑  Остававшиеся независимыми «Востокфильм» и студия «Межрабпом-фильм» стали помехой планам Б. З. Шумяцкого, возглавившего ГУКФ при СНК СССР, по строительству новой производственной базы на юге страны и созданию единого централизованного управления отраслью.